# Кръстьо Ковачев
 Тази статия е за просветния деец.  За сърбоманския войвода вижте Кръсто Ковачев.  
Кръстьо Атанасов Ковачев е български учител, деец на Българското възраждане в Източна Македония.

## Биография
Роден е около 1840 година в разложкото село Горно Драглища, тогава в Османската империя. Завършва килийното училище в Горно Драглище и след това дълги години преподава в него. Около 1850 година училището става новобългарско. Ковачев е виден деец на българската просветна, църковна и революционна борба.
След Кресненско-Разложкото въстание в 1879 година Ковачев бяга в Свободна България и става учител в Бистрица, Дупнишко, където в 1881 година основава класно училище. На следната 1882 година е назначен за учител в село Сърбиново в Османската империя, но скоро е арестуван при Разложката учителска афера за разпространение на сборник с бунтовни песни и в 1883 година е заточен в Адана. През 1884 година обаче успява да избяга и се връща в Свободна България като учител в Галата. В 1885 година отново е в Бистрища, а по-късно учителства в съседните села Сапарево и Самораново, където и умира.